# Kungliga kanadensiska myntverket

Flagga

Det Kungliga kanadensiska myntverket (Engelska: The Royal Canadian Mint — Franska: Monnaie royale canadienne) är Kanadas officiella myntverk. Företaget är reglerat av Royal Canadian Mint Act samt är ett så kallat crown corporation och är därför helägd av Kronan. Myntverket producerar Kanadas cirkulationsmynt samt även samlar- eller investeringsmynt.